# Magnetopaus

Skiss över jordens magnetosfär, med magnetopausen markerad i blått. Solen är långt till vänster utanför bilden, så solvinden blåser från vänster till höger.

En magnetopaus är inom rymdfysiken den gränsyta som avgränsar en magnetosfär mot rymden utanför. Magnetopausen utgör alltså gränsen för hur långt en planets, exempelvis jordens, magnetfält sträcker sig ut i rymden.